# Donovan Bailey
Donovan Bailey (ur. 16 grudnia 1967 w Manchesterze na Jamajce) – kanadyjski lekkoatleta, sprinter.
Przeniósł się do Kanady w 1981.
Podczas Mistrzostw Świata w 1995 w Göteborgu zwyciężył w biegu na 100 m i w sztafecie 4 x 100 m. Ponowił ten sukces w 1996 roku na Igrzyskach Olimpijskich w Atlancie. Na Mistrzostwach Świata w 1997 w Atenach ponownie został mistrzem świata w sztafecie 4 × 100 m, a na 100 m zdobył srebrny medal.
Późniejsza kariera Baileya była zdominowana przez kontuzje. Startował na Igrzyskach Olimpijskich w 2000 w Sydney na 100 m, ale odpadł w ćwierćfinale.
Zdobył złoty medal igrzysk Wspólnoty Narodów w 1994 roku, w konkurencji sztafety 4 × 100 m. W tej samej konkurencji wywalczył dwa srebrne medale igrzysk panamerykańskich, w 1991 oraz 1999 roku
Jego najlepszym rezultatem uzyskanym w biegu na 100 m jest 9,84 sek. Wynik ten przez prawie 3 lata (29 lipca 1996 – 16 czerwca 1999) był oficjalnym rekordem świata w tej konkurencji.